# Hort von Melsonby

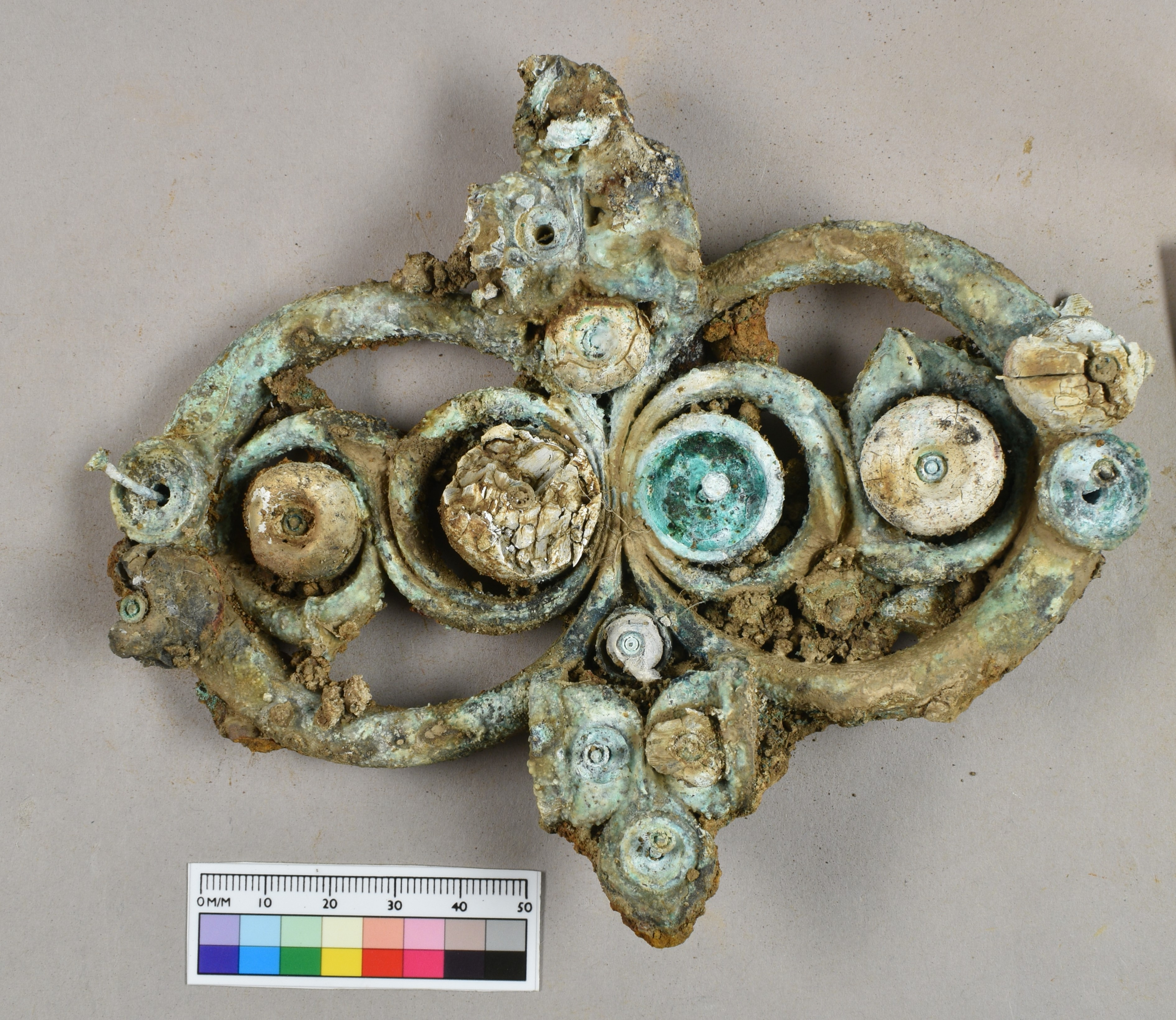

Der Hort von Melsonby, engl. Melsonby Hoard, ist ein Depotfund in Nordengland mit Gegenständen aus dem 1. Jahrhundert v. Chr., welcher von einem Metalldetektor-Gänger auf einem Feld nahe dem Dorf Melsonby in North Yorkshire gefunden worden ist. Archäologen der University of Durham führten 2022 Ausgrabungen an der Stätte durch. Die Artefakte stammen aus der Zeit der Eroberung Englands durch das Römische Reich und zeigen Keramik, Waffen, die Verwendung des Rades, Metallurgie und Statussymbole. Der Fund wurde im März 2025 veröffentlicht, gleichzeitig mit der vorübergehenden Ausstellung einiger Gegenstände im Yorkshire Museum in York.

## Schatzhort

### Entdeckung
Der Schatzhort wurde im Dezember 2021 von Peter Heads, einem Amateur-Sondengänger, in einem Feld in der Nähe des Dorfes Melsonby in North Yorkshire gefunden. Der Fund wurde unmittelbar als treasure trove unter Vorgabe des Treasure Act 1996 eingestuft. Heads meldete seine Entdeckung, woraufhin Archäologen der Universität Durham 2022 Ausgrabungen an der Stätte durchführten. Die Ausgrabungen wurden mit Beratung durch das British Museum und finanzielle Mittel von Historic England unterstützt, der staatlichen Denkmalpflegebehörde Englands. Die University of Southampton beteiligte sich mit Sensorinstrumenten, sodass die Forscher eine Beschädigung der empfindlichen Artefakte vermeiden konnten.

### Bedeutung
Die beteiligten Wissenschaftler bezeichneten den Schatz als international bedeutend und als den bisher größten Fund an Metallarbeiten aus der Eisenzeit, der in Großbritannien entdeckt worden ist. Der Schatz wurde etwa zur Zeit der Eroberung Südbritanniens durch die Römer im 1. Jahrhundert n. Chr. deponiert. Der Fundort liegt in der Nähe einer Wallburg, der Stanwick Iron Age Fortifications.
Bis März 2025 wurden in dem aus zwei getrennten Lagerstätten bestehenden Hort über 900 Objekte entdeckt. Die Artefakte umfassten Schmuckstücke, ein Spiegel aus Eisen, 14 kunstvolle Ponygeschirre, Trensen, drei drei dekorative Speere und zwei Kessel. Ein Kessel, möglicherweise eine Weinmischschale mit Deckel, zeigt eine Mischung aus eisenzeitlichem und mediterranem Stil. 28 Eisenreifen zeugen von der Verwendung von vierrädrigen Wagen sowie von zweirädrigen Streitwagen, insgesamt mindestens sieben Fahrzeuge.  Weitere 88 Objekte waren durch Korrosion zu einer großen Masse verwachsen und müssen noch getrennt und untersucht werden. Zu den für die Artefakte verwendeten Materialien gehören Kupferlegierungen, Eisen und mediterrane Edelkoralle.
Viele Gegenstände wurden mit Glas und Email verziert. Um den hohen Status ihres Besitzers zu demonstrieren, wurden diese Luxusgüter vor der Bestattung, wahrscheinlich auf einem Scheiterhaufen, wenn auch ohne Leichen, absichtlich beschädigt. Der Fund stellte die alte Vorstellung in Frage, die Eliten im Süden Großbritanniens seien mächtiger gewesen als die im Norden, und wie Geld und Macht in der Eisenzeit zur Schau gestellt wurden. Die Aristokratie hatte offenbar nicht nur Verbindungen in ganz Großbritannien, sondern auch nach Europa und in die römische Welt. Der Fund gilt als außergewöhnlich, 'once-in-a-lifetime' (einmalig), und von beispielloser Anzahl und Vielfalt für die britische Eisenzeit.

### Fundraising und Ausstellung

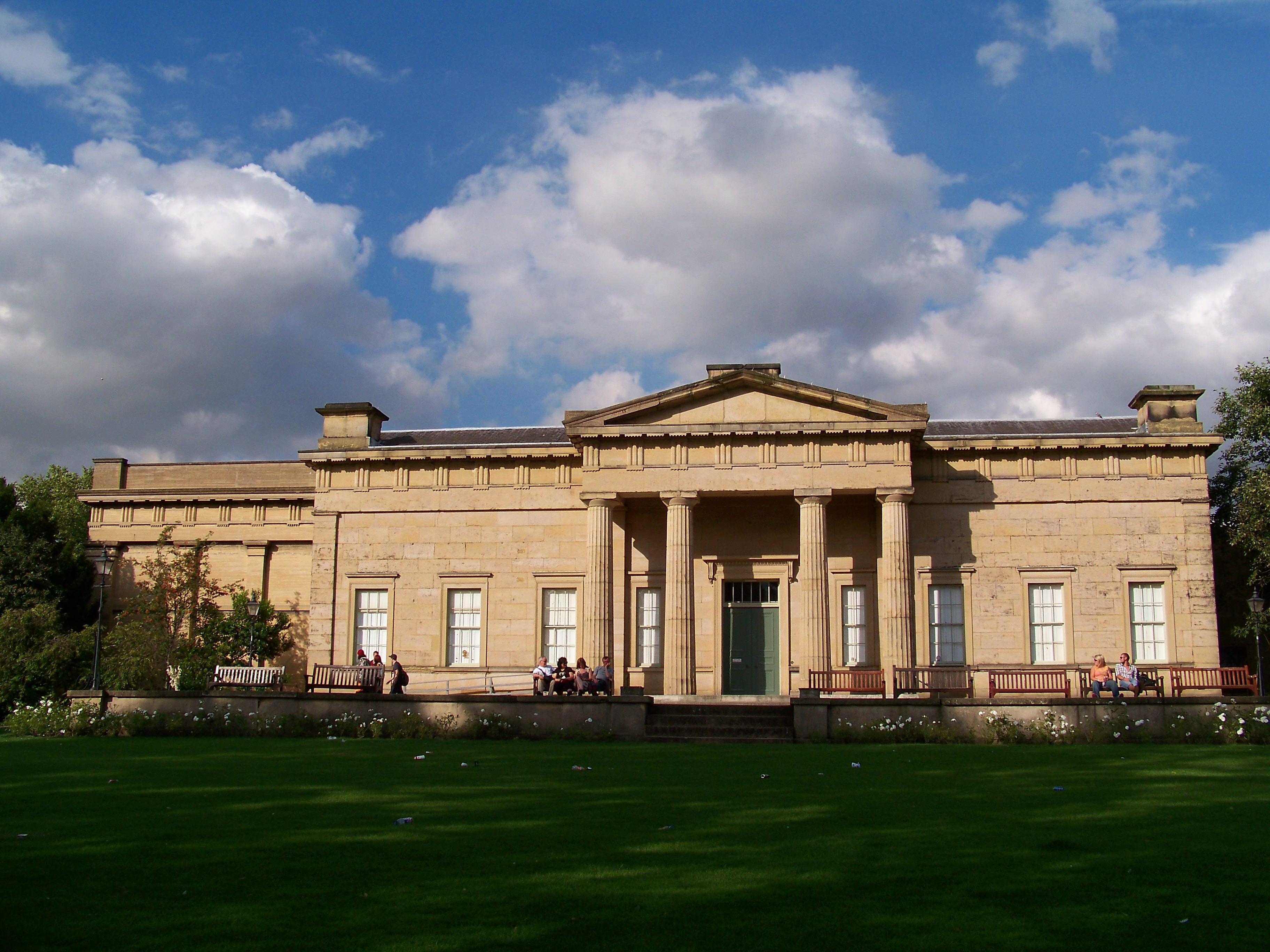
Das Yorkshire Museum.

Im März 2025 startete das Yorkshire Museum einen öffentlichen Spendenaufruf, um £500.000 für den Erwerb und die Konservierung des Schatzes zu sammeln. Der Wert des Schatzes wurde auf £254.000 geschätzt, und gemäß dem Treasure Act von 1996 hat das Museum die Möglichkeit, ihn zu diesem Preis zu erwerben. Sollte das Museum die Mittel nicht aufbringen können, könnte der Schatz verkauft und möglicherweise aufgeteilt oder ins Ausland verbracht werden. Die Konservierung des Schatzes wird auf weitere £250.000 Pfund geschätzt. Das Museum zeigt seit dem 25. März 2025 einige der Objekte.